# Wolfgang Menzel
Wolfgang Menzel (Waldenburg (Porosz-Szilézia), 1798. június 21. – Stuttgart, 1873. április 23.) német író, irodalomtörténész és kritikus.

## Élete
Tanulmányait Boroszlóban, Berlinben, Jénában és Bonnban végezte. Egy ideig tanítóskodott, de publicisztikai tevékenységével csakhamar magára vonta a figyelmet és 1830-ban beválasztották a württembergi rendi tartománygyűlésbe. Ellenzéki törekvéseivel nem érve célt, 1838-ban visszavonult, de az 1848-49-iki mozgalmas idők ismét a politikai küzdőtérre hívták. Elvei összeütközésbe hozták az agg Goethe világirodalmi törekvéseivel és Die deutsche Litteratur című művében hevesen meg is támadta Goethe domináló befolyását. Éles tollát azután a liberális és Franciaországgal rokonszenvező irók, különösen Börne és Heine, az Ifjú Németország irodalmi és publicisztikai munkássága ellen fordította. Ekkor ártatlanul belekeveredett a denunciálás vádjába. 1859-től a német egységért fejtett kiernyedetlen irodalmi küzdelmet. 
Történelmi műveiben is mindig pártember: reakcionárius, de minden ízében nemzeti. Mint költő már 1823-ban Streckverse című szellemes könyvével lépett fel. Egyéb költői művei: Rübezahl (1829) és Narcissus (1830), dramatizált regék; továbbá egy történeti regény a harmincéves háború hátterével: Furore (1851). 
A régi germán világ iránt való hajlama germanisztikai tudományos foglalkozásra is ösztönözte: Mythologische Forschungen und Sammlungen (1842); Zur deutschen Mythologie: Odhin (1855); Die deutsche Dichtung von der ältesten bis auf die neueste Zeit (1858, 3 kötet). Továbbá: Christliche Symbolik (1854); Die Naturkunde in christlichem Geiste aufgefasst (1856); Kritik des modernen zeitbewusstseins (1869); Die vorchristliche Unsterblichkeitslehre (1869). Hagyatékából megjelentek: Denkwürdigkeiten (1876) és Nachgelassene Novellen (1885).

## Magyarul
- A legújabb kor története I. Napoleon bukásától III. Napoleon bukásáig, 1-4.; Menczel, Springer, Horváth s mások művei után átdolg. Szabó Ferenc; szerzői, Bp., 1880